# Большая медаль Баугинии
Большая Медаль Баугинии (кит. трад. 大紫荊勳章, пиньинь Dà zǐjīng xūnzhāng, англ. Grand Bauhinia Medal) — высшая награда в наградной системе Гонконга, введённой в 1997 году для замены британской системы наград после его передачи КНР и установления его статуса как специального административного района Китая.

### Описание и статут
Медаль изготавливается из жёлтого и белого золота 750-й (18-каратной) пробы; на медали изображён цветок баугинии Bauhinia x blakeana — символа Гонконга и основного элемента его флага и герба. Орденская лента — красная с жёлтыми полосами по краям.
Формальное основание для награждения высшей наградой Гонконга: «Оказать честь за пожизненный существенный вклад в процветание Гонконга». Награждённые именуются c гоноративом Honourable («достопочтенный»), после их имён принято писать G.B.M. (сокращение от английского названия награды).
Награждённые медалью образуют 12-й ранг официального протокольного порядка старшинства Специального административного района Гонконг.

## Список награждённых Большой Медалью Баугинии
Ниже перечислены все награждённые медалью по годам (за исключением 2003—2004 годов, в которые эта медаль никому не присуждалась) согласно списку на сайте Отдела информации Правительства Гонконга. Большинство гоноративов при именах, однозначно придаваемые указанными наградами, а также имеющиеся у большинства докторские степени honoris causa опущены; оставлены титулования типа «сэр», «его преподобие», J.P. («мировой судья») и т. п.
Самым возрастным на момент награждения из получивших высшую награду Гонконга является буддийский монах, религиозный деятель и советник правительства КНР по делам Гонконга Кок Куон, удостоенный её в 94-летнем возрасте, самым «молодым» — глава департамента юстиции правительства Гонконга в 2005—2012 годах Вон Яньлун, получивший награду в 49 лет.

### Награждённые в 1990-х годах
| Год вручения | Лауреат (возраст в год награждения)   | Род занятий | Другие государственные награды, почётные звания и титулы |
| ------------ | ------------------------------------- | --- | --- |
| 1997         | Ань Чикай, J.P. (85)                  | Бизнесмен, законодатель, лингвист-синолог                                                                                      | • Орден Британской империи (CBE) • Орден «За заслуги» (Франция) • Орден Священного сокровища (Япония) 3-й степени                                                               |
| 1997         | доктор сэр Ли Говэй, J.P. (79)        | Бизнесмен, деятель образования                                                                                                 | • Орден Британской империи (CBE) • Рыцарь-бакалавр |
| 1997         | Саймон Ли Фуксинь, J.P. (75)          | Судья Высшего апелляционного суда Гонконга                                                                                     | |
| 1997         | Элси Ду (84)                          | Общественный деятель, законодатель                                                                                             | • Орден Британской империи (CBE) |
| 1997         | доктор Ча Цзиминь, J.P. (85)          | Бизнесмен, законодатель | |
| 1997         | Сюй Сыминь (83)                       | Издатель | |
| 1997         | Чжуан Шипин (86)                      | Бизнесмен, законодатель | |
| 1997         | Вон Кэли (87)                         | Бизнесмен, законодатель | |
| 1997         | Чан Хиньчи (63)                       | Бизнесмен, политик | |
| 1997         | Генри Фок (74)                        | Бизнесмен, законодатель | |
| 1997         | доктор Чун Сиюнь, J.P. (80)           | Бизнесмен, политик | • Рыцарь-бакалавр • Рыцарь Большого Креста ордена Британской империи (GBE) |
| 1997         | Ло Таксин, J.P. (62)                  | Законодатель | • Орден Британской империи (CBE) |
| 1998         | Арнальдо де Оливейра Салес, J.P. (86) | Спортивный функционер, законодатель                                                                                            | • Орден Британской империи (CBE) • Большой Крест ордена Генриха Мореплавателя (Португалия)                                                                                      |
| 1998         | Нг Хонмань, J.P. (72)                 | Законодатель, публицист | |
| 1998         | сэр Шао Ифу (91)                      | Кинематографист, бизнесмен, общественный деятель                                                                               | • Орден Британской империи (CBE) • Рыцарь-бакалавр • Королевская медаль Красного Креста (Великобритания) • Командор Ордена Короны (Бельгия) • Орден Почётного легиона (Франция) |
| 1998         | Вон Поуянь, J.P. (75)                 | Бизнесмен, политик, законодатель                                                                                               | |
| 1999         | Ли Чактим (65)                        | Профсоюзный деятель | |
| 1999         | Энсон Чань, J.P. (59)                 | Законодатель, глава Британской колониальной администрации Гонконга в 1993—1997 и его китайской администрации в 1997—2001 годах | Дама Великого Креста ордена Святого Михаила и Святого Георгия (Великобритания)                                                                                                  |
| 1999         | сэр Ян Тилян, J.P. (70)               | Судья, в 1988—1996 — глава Верховного суда Гонконга, политик, ныне — деятель образования                                       | • Рыцарь-бакалавр • Дато сери падука (Бруней) |
| 1999         | сэр Сидни Гордон, J.P. (82)           | Бизнесмен | • Орден Британской империи (CBE) • Рыцарь-бакалавр |
| 1999         | сэр Уильям Пёрвс (68)                 | Бизнесмен | • Рыцарь-бакалавр |

### Награждённые в 2000-х годах
| Год вручения | Лауреат (возраст в год награждения) | Род занятий | Другие государственные награды, почётные звания и титулы                                                                       |
| ------------ | ----------------------------------- | --- | --- |
| 2000         | Генри Литтон, J.P. (66)             | Юрист, судья Высшего апелляционного суда                                                                                             | • Орден Британской империи (OBE)                                                                                               |
| 2000         | Чарльз Чин, J.P. (65)               | Юрист, судья Высшего апелляционного суда                                                                                             | |
| 2000         | Моу Куаньнинь (63)                  | Политик | |
| 2000         | Луис Чжа Лянъюн (Цзинь Юн) (76)     | Профессор истории, писатель-романист, издатель                                                                                       | • Орден Британской империи (OBE) • Орден Почётного легиона (Франция) • Командор ордена Искусств и литературы (Франция)         |
| 2000         | Жао Цзунъи (83)                     | Поэт, художник, каллиграф, историк, археолог, литературовед, музыковед                                                               | |
| 2001         | сэр Гарри Фан, J.P. (78)            | Хирург, профессор ортопедической хирургии, законодатель, общественный деятель                                                        | • Орден Британской империи (CBE) • Рыцарь-бакалавр                                                                             |
| 2001         | сэр Ли Кхасин, J.P. (73)            | Бизнесмен | • Орден Британской империи (KBE) • Командор ордена Леопольда I (Бельгия) • Гранд-офицер ордена Васко де Бальбоа (Панама)       |
| 2001         | Ён Куон (?)                         | Профсоюзный деятель | |
| 2002         | сэр Дональд Цанг, J.P. (58)         | Политик, министр финансов, позднее глава правительства Гонконга                                                                      | • Рыцарь-бакалавр • Орден Британской империи (KBE)                                                                             |
| 2002         | Элси Лён, J.P. (63)                 | Юрист, генеральный прокурор Гонконга                                                                                                 | |
| 2002         | сэр Дэвид Эйкерс-Джонс, J.P. (75)   | Законодатель и политик на нескольких постах колониальной администрации Гонконга                                                      | • Орден Святого Михаила и Святого Георгия • Орден Британской империи (KBE)                                                     |
| 2002         | Тянь Чанлинь (67)                   | Профессор машиностроения, ректор Калифорнийского университета в Беркли                                                               | |
| 2005         | Лау Вонфат, J.P. (69)               | Законодатель | • Золотая Звезда Баугинии |
| 2005         | Цзян Чжэнь (82)                     | Бизнесмен | |
| 2006         | Дун Цзяньхуа (69)                   | Бизнесмен, политик, глава правительства Гонконга в 1997—2005 годах                                                                   | |
| 2006         | Чарльз Ли, J.P. (70)                | Юрист, финансист | • Орден Британской империи (OBE) • Золотая Звезда Баугинии                                                                     |
| 2006         | Лео Ли Тунхай, J.P. (85)            | Бизнесмен, политик | • Орден Британской империи (OBE) • Золотая Звезда Баугинии                                                                     |
| 2007         | Рита Фань, J.P. (62)                | Законодатель, член Законодательного совета Гонконга с 1983 года, его председатель в 1997—2008, депутат ВСНП 9-11 созывов (1998—2013) | • Орден Британской империи (CBE) • Золотая Звезда Баугинии                                                                     |
| 2007         | Рафаэль Хуэй, J.P. (59)             | Функционер, генсек администрации Гонконга в 2005—2007 годах                                                                          | • Золотая Звезда Баугинии Лишен всех наград и званий, присуждаемых правительством Гонконга, после осуждение за взяточничество. |
| 2007         | Дэвид Ли, J.P. (68)                 | Бизнесмен, законодатель | • Орден Британской империи (OBE) • Золотая Звезда Баугинии • Рыцарь-бакалавр                                                   |
| 2007         | Ли Шауки (79)                       | Бизнесмен | |
| 2008         | Эндрю Ли (60)                       | Юрист, председатель Высшего апелляционного суда Гонконга в 1997—2010 годах                                                           | • Орден Британской империи (CBE)                                                                                               |
| 2008         | Генри Ху, J.P. (88)                 | Юрист | • Золотая Звезда Баугинии |
| 2008         | Чэн Ютун (83)                       | Бизнесмен | |
| 2008         | Чань Сёйкхау, J.P. (82)             | Бизнесмен, политик | • Серебряная Звезда Баугинии • Золотая Звезда Баугинии                                                                         |
| 2009         | Генри Тан, J.P. (57)                | Политик, глава правительства Гонконга в 2007—2011 годах                                                                              | • Золотая Звезда Баугинии |
| 2009         | Хари Нарумал Харилела, J.P. (87)    | Бизнесмен | • Орден Британской империи (OBE) • Золотая Звезда Баугинии • Премия Pravasi Bharatiya Samman (Индия)                           |
| 2009         | Джозеф Ям, J.P. (61)                | Экономист, глава Управления денежного обращения Гонконга в 1991—2009 годах                                                           | • Орден Британской империи (CBE) • Золотая Звезда Баугинии                                                                     |

### Награждённые в 2010 годах
| Год вручения | Лауреат (возраст в год награждения) | Род занятий | Другие государственные награды, почётные звания и титулы                                                                              |
| ------------ | ----------------------------------- | --- | --- |
| 2010         | Джон Цанг, J.P. (59)                | Финансовый секретарь Гонконга                                                                                  | |
| 2010         | Рональд Аркулли, J.P. (71)          | Бизнесмен | • Орден Британской империи (OBE) • Командор Королевского Викторианского ордена • Золотая Звезда Баугинии                              |
| 2010         | Эдвард Лён, J.P. (71)               | Врач, законодатель, политик                                                                                    | • Орден Британской империи (OBE) • Золотая Звезда Баугинии                                                                            |
| 2010         | Стэнли Хо (89)                      | Бизнесмен | • Орден Британской империи (OBE) • Почётная медаль Золотого Лотоса • Большая медаль Золотого Лотоса (Макао) • Золотая Звезда Баугинии |
| 2010         | доктор Виктор Фун (65)              | Бизнесмен | • Золотая Звезда Баугинии |
| 2010         | Тинь Капин (91)                     | Бизнесмен | • Орден Британской империи (MBE) |
| 2010         | сэр Чарльз Као (77)                 | Физик-оптик, нобелевский лауреат 2009 года за разработку и продвижение волоконнооптической передачи информации | • Орден Британской империи (KBE) |
| 2011         | Лён Чаньин, J.P. (57)               | Политик, глава правительства Гонконга (с 2012)                                                                 | • Золотая Звезда Баугинии |
| 2011         | Аллан Земан, J.P. (62)              | Бизнесмен | • Золотая Звезда Баугинии |
| 2012         | Джеффри Ма (56)                     | Юрист, председатель Высшего апелляционного суда Гонконга                                                       | |
| 2012         | Вон Яньлун, S.C., J.P. (49)         | Юрист, глава департамента юстиции правительства Гонконга в 2005—2012 годах                                     | |
| 2012         | Саед Кемаль Шах Бохари (65)         | Юрист, судья Высшего апелляционного суда Гонконга                                                              | |
| 2012         | Питер У, J.P. (66)                  | Бизнесмен | • Золотая Звезда Баугинии |
| 2012         | Стивен Лам, J.P. (57)               | Политик, секретарь администрации Гонконга                                                                      | • Орден Британской империи (OBE) • Золотая Звезда Баугинии                                                                            |
| 2012         | Лёй Чиво, J.P. ()                   | Бизнесмен | • Орден Британской империи (MBE) • Золотая Звезда Баугинии                                                                            |
| 2013         | Патрик Чань Сиухой (65)             | Юрист, судья Высшего апелляционного суда Гонконга                                                              | |
| 2013         | сэр Энтони Мэйсон (88)              | Юрист, председатель Верховного суда Австралии в 1987-1995 годах                                                | • Орден Британской империи (MBE) • Компаньон ордена Австралии                                                                         |
| 2013         | его святейшество Сик Кок Куон (94)  | Буддистский религиозный деятель, законодатель                                                                  | • Золотая Звезда Баугинии |
| 2013         | Мария Там Вайчю, J.P. (68)          | Юрист, политик, законодатель, депутат ВСНП 9-11 созывов                                                        | • Золотая Звезда Баугинии |
| 2014         | Хосе Ю Сюньсай[уточнить], J.P. (76) | Бизнесмен, политик                                                                                             | • Серебряная Звезда Баугинии • Золотая Звезда Баугинии                                                                                |
| 2014         | Чарльз Хо Чюкуок (65)               | Бизнесмен, политик                                                                                             | |
| 2015         | Джаспер Цан (Чан) Юксин, J.P. (68)  | Политик, спикер Законодательного собрания Гонконга                                                             | • Золотая Звезда Баугинии |
| 2015         | Чэн Иутон, J.P. (66)                | Политик, профсоюзный деятель                                                                                   | • Золотая Звезда Баугинии |
| 2015         | Хо Сайчу, J.P. (78)                 | Бизнесмен, политик                                                                                             | • Золотая Звезда Баугинии |
| 2015         | Лэй Татсам, J.P. (65)               | Бизнесмен, политик                                                                                             | |
| 2016         | Кэрри Лам, J.P. (59)                | Политик, председатель правительства Гонконга                                                                   | • Золотая Звезда Баугинии |
| 2016         | Там Иучун, J.P. (66)                | Политик | • Золотая Звезда Баугинии |
| 2016         | Чан Винкэй, J.P. (69)               | Бизнесмен, политик                                                                                             | • Золотая Звезда Баугинии |
| 2016         | Виктор Ло Чунвин, J.P. (65)         | Бизнесмен, политик                                                                                             | • Золотая Звезда Баугинии |
| 2016         | Ху Факуан, J.P. (92)                | Бизнесмен, политик                                                                                             | • Золотая Звезда Баугинии |
| 2016         | Мозес Чэн, J.P. (66)                | Юрист, политик, деятель образования                                                                            | • Золотая Звезда Баугинии |
| 2016         | профессор Чхёй Лапчи, J.P. (65)     | Учёный-генетик, ректор Гонконгского университета                                                               | • Золотая Звезда Баугинии |
| 2017         | Мэтью Чун, J.P. (67)                | Политик, председатель правительства Гонконга                                                                   | • Золотая Звезда Баугинии |
| 2017         | Пол Чхань Маубо, J.P. (62)          | Политик, министр финансов Гонконга                                                                             | • Золотая Звезда Баугинии • Медаль Почёта                                                                                             |
| 2017         | Римски Юнь, J.P. (53)               | Политик, министр юстиции Гонконга                                                                              | • Золотая Звезда Баугинии |